# جوزيبي بيغونيو
جوزيبي بيغونيو (Giuseppe Bigogno)، (ألبيتساتي بمقاطعة فاريزي، 22 يوليو 1909 - 1977)، لاعب كرة قدم إيطالي سابق ومدرب كرة قدم إيطالي سابق.
بدأ مسيرته الكروية مع نادي لنيانو في عام 1925، ولعب معهم حتى عام 1931، وفي عام 1931 انتقل إلى نادي فيورنتينا، ولعب معهم حتى عام 1936، وشارك معهم في 137 مباراة وسجل 4 أهداف، وفي عام 1936 انتقل إلى نادي جنوى، ولعب معهم حتى عام 1939، وشارك معهم في 79 مباراة وسجل هدف واحد، وفي عام 1939 انتقل إلى نادي فيورنتينا، ولعب معهم حتى عام 1942، وشارك معهم في 47 مباراة وسجل هدف واحد.
و بدأ مسيرته التدريبية مع نادي فيورنتينا في موسم 1945/1946، وفي عام 1946 انتقل إلى تدريب نادي إيه سي ميلان، ودربهم حتى عام 1949، وفي عام 1949 انتقل إلى تدريب نادي تورينو، ودربهم حتى عام 1951، وفي عام 1951 انتقل إلى تدريب نادي لاتسيو، ودربهم حتى عام 1953، وفي عام 1958 درب نادي إنتر ميلان.

## روابط خارجية
- جوزيبي بيغونيو على موقع عالم كرة القدم.نت (الإنجليزية)